# John Blake (Violinist)
John Blake, Jr. (* 3. Juli 1947 in Philadelphia, Pennsylvania; † 15. August 2014 ebenda) war ein US-amerikanischer Jazzviolinist.

## Leben und Wirken
Blake begann bereits als Kind, klassische Violine zu spielen. Er studierte an der West Virginia University und vervollkommnete sein Spiel in Montreux und in Ostindien, wo er indische Grifftechniken auf seinem Instrument lernte. Allerdings spielte er häufig in Gruppen, wo einfachere Dinge gefragt waren, beispielsweise in den Bands von Grover Washington, Jr. (1976–1979) oder McCoy Tyner (1979–1984), in denen er zunächst bekannt wurde. Blake leitete dann eigene Gruppen, nahm aber 1986 auch mit Michał Urbaniak und Didier Lockwood ein beeindruckendes Album auf. Weiterhin spielte er auch mit dem Duke Ellington Orchestra sowie mit James Newton, Tyrone Brown, Sumi Tonooka oder Avery Sharpe. Mit Gayle und Akua Dixon gehörte er zum Quartet Indigo. Weiterhin arbeitete er mit dem Turtle Island String Quartet und war Mitglied der Gruppen von Steve Turre und Billy Taylor. Im Bereich des Jazz war er zwischen 1972 und 2012 an 81 Aufnahmesessions beteiligt, u. a. mit Muhal Richard Abrams, Archie Shepp, Carmen McRae, James Blood Ulmer und Buster Williams.
Blake lehrte an der Kunsthochschule in Philadelphia und seit 1987 an der Manhattan School of Music in New York. Der Schlagzeuger Johnathan Blake ist sein Sohn. Blake starb Mitte August 2014 in seiner Geburtsstadt Philadelphia an den Folgen einer Multiplen-Myelom-Erkrankung.

## Diskographische Hinweise
- Maiden Dance (Gramavision, 1983), u. a. mit Kenny Barron, McCoy Tyner, Cecil McBee, Wilby Fletcher
- Twinkling of an Eye (Gramavision, 1985), u. a. mit Onaje Allan Gumbs, Sid Simmons, Michael Raye, Avery Sharpe, Gerald Veasley, Wilby Fletcher
- John Blake / Didier Lockwood / Michael Urbaniak Rhythm & Blu (Gramavision, 1986), u. a. mit Marcus Miller, Lenny White
- Adventures of the Heart (Gramavision, 1987), u. a. Onaje Allan Gumbs, Tony Prendatt, Roberto Rizzo, Jef Lee Johnson
- A New Beginning (Gramavision, 1988), mit Sumi Tonooka, Sid Simmons, Gerald Veasley, Leon Jordan, Leonard „Doc“ Gibbs
- Quest (Sunnyside, 1992), mit Joe Ford, Grover Washington, Jr., Joey Calderazzo, Charles Fambrough, Ben Riley, Omar Hill
- Motherless Child (2009), u. a. mit Howard University Jazz Choir, Mulgrew Miller, Sumi Tonooka

## Lexikalischer Eintrag
- Richard Cook: Jazz Encyclopedia. Penguin, London 2007, ISBN 978-0-14-102646-6.